# Marianne Stone
Marianne Stone (King’s Cross, London, Egyesült Királyság, 1922. augusztus 23. – London, 2009. december 21.) brit (angol) színpadi és filmszínésznő. Számos mozifilmben és tévésorozatban játszott kisebb-nagyobb szerepeket, köztük Norman Wisdom filmjeiben is. Rendszeres szereplője volt a Folytassa-sorozatnak (és kísérő filmjeinek).

## Élete

### Származása, tanulmányai
London King’s Cross negyedében született. Nagyszüleinél nevelkedett, akiknek több bútoráruházuk volt, egyik nagyanyja zeneiskolát vezetett. Diákkorában ösztöndíjat nyert a hírneves Royal College of Music konzervatóriumába, South Kensingtonban. Ennek ellenére mindenképpen színművész akart lenni. Gyors- és gépírást tanult, egy ideig gépírónőként dolgozott egy bankban. 1940-ben sikerült ösztöndíjat szereznie a londoni Royal Academy of Dramatic Art (RADA) színiakadémiára.

### Színészi pályája
Végzés után még egy ideig gépírónőként, majd asszisztensként dolgozott különböző vállalatoknál. 1945-ben, 23 évesen debütált a londoni West End színpadán, a The King Maker című színdarabban. Színpadi munkájáért később megkapta a legjobb karakterszínészi életműért járó Gertrude Lawrence-díjat.
A második világháború végén felfutó brit filmgyártás hamarosan felfigyelt rá, és már 21 évesen, 1943-ban megkapta első apró, még névtelen mellékszerepeit. Az 1947-ben készült, 1948-ban bemutatott A brightoni szikla c. krimiben már szerepelt a színlapon, Mary Stone néven. A forgatás során ismerkedett meg jövendő férjével, Peter Noble színésszel.
Az 1940-es évek közepétől az 1980-as évek közepéig folyamatosan kapta a filmszerepeket, csaknem 200 filmben és tévéfilmben szerepelt, főleg mellékszerepekben. Néhány első vonalbeli film mellett főleg ún. „B”-filmekben szerepelt. Karakterszínészként legtöbb szerepében kispolgárokat, a munkásosztály tagjait, pincérnőket, titkárnőket, tisztviselő-feleségeket, néha parasztasszonyokat és „egyszerű népeket” játszott. Kevés kiugróan jelentős szerephez jutott, nem válhatott nagy sztárrá. 1963–1976 között Gerald Thomas rendező Folytassa-sorozatának kilenc filmjében szerepelt, először az 1959-es Folytassa, nővér!-ben, utoljára az 1975-ös Folytassa az ásatást!-ban. Az 1959-ben forgatott Folytassa, rendőr!-ben őt választották az „izgatott nőszemély” szerepére, de más elkötelezettségei miatt lemondta, helyére Hilda Fenemore-t tették. Ugyanebben a filmben viszont Stone adta Lucy Griffiths hangját.
Az 1972-ben bemutatott Folytassa, főnővér!-ben is szerepelt, de jeleneteit az utómunkálatok során kivágták. (1972-ben viszont szerepelt a Folytassa-sorozathoz hasonló jellegű családi vígjáték-sorozatban, a Házi áldás-ban és az abból készült, azonos című filmben is, amelyet szintén Gerald Thomas rendezett), a Folytassa… szereplőgárdájával.
Legjelentősebb szerepeinek egyike Miss Jones megformálása Robert S. Baker 1956-os Passport to Treason című politikai krimijében. Szintén figyelemre méltót alakított Stanley Kubrick 1962-ben bemutatott Lolita filmdrámájában, ahol Vivian Darkbloom írónő szerepét alakíthatta James Mason, Shelley Winters, Peter Sellers és a forgatáskor alig 17 éves címszereplő, Sue Lyon társaságában. Korabeli pletykák szerint Stone-t Winters segítette hozzá a szerephez. Érdekes módon Winters szerepelt Stone utolsó filmjében, az 1985-ben forgatott Déjà Vu-ben is. Marianne Stone összesen 201 filmben jelent meg, ezzel bekerült a Guinness Rekordok Könyvébe, a legtöbbet szereplő brit színésznőkről szóló kötetbe.

### Magánélete
1947-ben feleségül ment Peter Noble (1917–1997) színész-producerhez, akivel A brightoni szikla forgatásán ismerkedett meg. Férjéből később jó nevű színikritikus, filmtörténész és szakújságíró lett. Noble haláláig együtt éltek, két leányuk született, Katrina Noble and Kara Noble. Mindketten megpróbálkoztak a színészmesterséggel, Katina Noble szerepelt (többek között) az El Cid című történelmi filmeposzban (mint apáca), Kara Noble lemezlovas lett, de (néhány tévés és filmes szereplés mellett) megjelent anyjával együtt az 1983-as Funny Money c. krimiben is.
Férje 1997-ben meghalt. Az özvegy Marianne 12 évvel élte túl. 2009 decemberében hunyt el Londonban.

## Érdekesség
- Richard Kelly rendező 2001-es Donnie Darko című horrorfilmjében Elizabeth Darko alakítója, Maggie Gyllenhaal a Halloween parti jelenetben ugyanazt a jellegzetesen díszített fekete ruhát viseli, amelyet Marianne Stone viselt Vivian Darkbloom szerepében, az 1962-es Lolita filmben.

## Főbb filmszerepei
- 1943: Miss London Ltd., névtelen szerep
- 1948: A brightoni szikla (Brighton Rock), pincérnő
- 1950: Halálfejes pillangó (The Clouded Yellow), fiatal nő, névtelen
- 1951: Varázsdoboz (The Magic Box) menyasszony
- 1955: A Quatermass kísérlet (The Quatermass Xperiment), ápolónővér
- 1955: A pillanat embere (Man of the Moment), Florrie takarítónő
- 1955: Veszélyes üdvözlőlap (Portrait of Alison), recepciós
- 1956: Egy karrier története (Charley Moon), titkárnő
- 1957: Quatermass 2, titkárnő
- 1957: Az időzár (Time Lock), névtelen szerep
- 1957: Meztelen igazság (The Naked Truth), névtelen szerep
- 1958: Emlékezetes éjszaka (A Night to Remember), stewardess
- 1958: Sikoly az utcáról (A Cry from the Streets), takarítónő
- 1959: Folytassa, nővér! (Carry On Nurse), Mrs. Alice Able
- 1959: Diplomácia, óh! (Carlton-Browne of the F.O.), nő a moziban
- 1959: 39 lépcsőfok (The 39 Steps), szállodai adminisztrátor
- 1959: Vihar a repülőgépen (Jet Storm), névtelen szerep
- 1959: Ellopták a hangomat (Follow a Star), névtelen szerep
- 1959: Tessék lapozni (Please Turn Over), Mrs. Waring
- 1960: Folytassa, rendőr! (Carry on Constable), Lucy Griffiths hangja
- 1960: Duplacsavar (Doctor in Love), kórházi ápolónővér
- 1961: Kettős ágy (Double Bunk), vevőjelölt felesége
- 1961: Maigret, tévésorozat, Nina Rochain
- 1961: A nap, amikor a Föld lángra lobbant (The Day the Earth Caught Fire), Miss Evans titkárnő
- 1962: Lélekmentők társasága (Crooks Anonymous), névtelen szerep
- 1962: Lolita, Vivian Darkbloom
- 1962: Türelemjáték (Jigsaw), titkárnő
- 1962: Vadul vagy engedékenyen (The Wild and the Willing), Clara
- 1962: Gyors Lady (The Fast Lady), Miss Oldham
- 1963: A törvény balkeze (The Wrong Arm of the Law), néző az első sorban
- 1963: Doktor bajban (Doctor in Distress), kávéházi pincérnő
- 1963: Lopott órák (Stolen Hours), vendég a partin
- 1963: Ne hagyd magad, Pitkin! (A Stitch in Time), Mrs. Cutforth, vásárló
- 1964: Folytassa, Jack! (Carry On Jack), Peg
- 1964: Mindenből a legjobbat (Nothing But the Best), Mr Horton titkárnője
- 1964: Egy nehéz nap éjszakája (A Hard Day’s Night), riporternő
- 1964: Dixon of Dock Green, tévésorozat, Nora Ventnor
- 1965: The Night Caller (from Outer Space), Madge Lilburn
- 1966: Elcserélt küldemények (The Wrong Box), vénlány
- 1966: Folytassa sikoltozva! (Carry on Screaming), Mrs. Parker
- 1966: Az ördög szeme (Eye of the Devil), Dominic atya szolgálója
- 1967: A hongkongi grófnő (A Countess from Hong Kong), riporternő
- 1967: Folytassa, forradalmár! (Carry On Don’t Lose Your Head), a háziasszony
- 1967: Tréfacsinálók (The Jokers), nő sállal
- 1967: Tanár úrnak szeretettel (To Sir, with Love), Gert
- 1967: Hosszú párbaj (The Long Duel), az őrnagy felesége
- 1967: Folytassa, doktor! (Carry on Doctor), anyuka
- 1968: Férfi a padláson (The Bliss of Mrs. Blossom), gyári büféslány
- 1969: Banditák hálójában (Otley), vendég a partin
- 1969: Ó, az a csodálatos háború (Oh! What a Lovely War), lány a malomból
- 1969: A legjobb ház Londonban (The Best House in London), varrónő
- 1970: Doctor in Trouble, vénlány
- 1970: Scrooge (Karácsonyi ének), vendég a partin
- 1970: Lány a levesemben (There’s a Girl in My Soup), riporternő a repülőtéren
- 1970: Tombol a Hold (The Raging Moon), ápolónővér
- 1970: Drakula grófnő (Countess Dracula), konyhalány
- 1971: Gyújtogatók (The Firechasers), Hitvalló Edwards (sic!)
- 1971: Folytassa, amikor Önnek megfelel! (Carry On at Your Convenience), Maud
- 1971: Minden lében két kanál (The Persuaders!), The Morning After epizód, szobalány
- 1972: Házi áldás (Bless This House), tévésorozat, Daphne
- 1972: Father, Dear Father, tévésorozat, Katie
- 1972: Házi áldás (Bless This House), Muriel
- 1970–1973: Public Eye, tévésorozat, Agnes
- 1973: Mikor a csontváz ébred (The Creeping Flesh), asszisztensnő
- 1973: Mesék a kriptákból II. (The Vault of Horror), Jane
- 1973: Penny Gold, Mrs. Parsons
- 1973: Folytassák, lányok! (Carry On Girls), Miss Drew
- 1974: Confessions of a Window Cleaner, néző a moziban
- 1974: Folytassa, Dick! (Carry On Dick), Maggie, bábaasszony
- 1975: Szerelmi hadviselés (That Lucky Touch), vendég a partin
- 1975: Carry on Laughing!, tévésorozat, The Case of the Screaming Winkles epizód, Madame Petra
- 1975: Folytassa az ásatást! (Carry On Behind), Mrs. Rowan
- 1976: Little Lord Fauntleroy, tévé-minisorozat, nő az utcán
- 1977: Confessions from a Holiday Camp, pincérnő
- 1978–1979: Secret Army, tévésorozat, Lena Van Broecken
- 1978: Az Angyal visszatér (Return of the Saint), tévésorozat, The Debt Collectors epizód, tuhatárosnő
- 1978: Miss MacMichael osztálya (The Class of Miss MacMichael), Mrs Lee
- 1979: The Human Factor, főnővér
- 1979: Fedőneve: Rettenthetetlen (A Man Called Intrepid), tévé-minisorozat, nő pisztollyal
- 1983: A gonosz Lady (The Wicked Lady), vevő a boltban
- 1983: Funny Money, betegfelvételes nővér
- 1985: Déjà Vu, Mabel
- 1988: Tickets for the Titanic, tévésorozat, nő a kioszkban

## További információ
- Marianne Stone a PORT.hu-n (magyarul)
- Marianne Stone az Internetes Szinkronadatbázisban (magyarul)
- Marianne Stone az Internet Movie Database-ben (angolul)
- Marianne Stone a Rotten Tomatoeson (angolul)
- Marianne Stone az AlloCiné weboldalán (franciául)
- Marianne Stone Profile. Famousfix.com). (Hozzáférés: 2023. január 18.)
- ↑ AndrewRoss:  Andrew Ross. Carry On Actors: The Complete Who’s Who of the Film Series (angol nyelven). Fantom Publishing (2015). ISBN 1-906358-95-8
- ↑ RobertRoss:  Robert Ross. The Carry On Companion. London: B.T. Batsford (2002). ISBN 0-7134-8771-2
- Terry Scott a Carry On sorozat emlékoldalán (carryon.org.uk) Archiválva 2021. szeptember 21-i dátummal a Wayback Machine-ben
- Carry On Line: Official Website of the Carry On films Archiválva 2021. január 25-i dátummal a Wayback Machine-ben